# Мурхед (Міннесота)
Мурхед (англ. Moorhead) — місто (англ. city) в США, в окрузі Клей штату Міннесота. Населення — 44 505 осіб (2020).

## Географія
Мурхед розташований за координатами 46°51′31″ пн. ш. 96°44′33″ зх. д. / 46.85861° пн. ш. 96.74250° зх. д. (46.858719, -96.742467).  За даними Бюро перепису населення США в 2010 році місто мало площу 51,29 км², уся площа — суходіл. В 2017 році площа становила 57,85 км², з яких 57,83 км² — суходіл та 0,02 км² — водойми.

## Демографія
Згідно з переписом 2010 року, у місті мешкало 38 065 осіб у 14 304 домогосподарствах у складі 8372 родин. Густота населення становила 742 особи/км².  Було 15274 помешкання (298/км²).
Расовий склад населення:
| - 90,7 % — білих - 2,0 % — чорних або афроамериканців - 2,0 % — азіатів - 1,5 % — корінних американців - 1,1 % — осіб інших рас |

До двох чи більше рас належало 2,6 %. Частка іспаномовних становила 4,1 % від усіх жителів.
За віковим діапазоном населення розподілялося таким чином: 20,9 % — особи молодші 18 років, 67,6 % — особи у віці 18—64 років, 11,5 % — особи у віці 65 років та старші. Медіана віку мешканця становила 28,3 року. На 100 осіб жіночої статі у місті припадало 94,0 чоловіків;  на 100 жінок у віці від 18 років та старших — 91,1 чоловіків також старших 18 років.
Середній дохід на одне домашнє господарство  становив 63 257 доларів США (медіана — 53 360), а середній дохід на одну сім'ю — 78 930 доларів (медіана — 70 564). Медіана доходів становила 47 269 доларів для чоловіків та 35 681 долар для жінок. За межею бідності перебувало 15,7 % осіб, у тому числі 15,2 % дітей у віці до 18 років та 5,7 % осіб у віці 65 років та старших.
Цивільне працевлаштоване населення становило 22 669 осіб. Основні галузі зайнятості: освіта, охорона здоров'я та соціальна допомога — 31,4 %, роздрібна торгівля — 11,4 %, мистецтво, розваги та відпочинок — 9,0 %, виробництво — 8,2 %.